# Asienmesterskabet i håndbold 2006 (kvinder)
Asienmesterskabet i håndbold for kvinder 2006 var den 11. udgave af asienmesterskabet i håndbold for kvinder. Turneringen blev afholdt i Guangzhou i Kina, som var værtsland for fjerde gang, men det var første gang, at mesterskabet blev spillet i Guangzhou.
Mesterskabet harvde deltagelse af fire hold, som spillede en enkeltturnering alle-mod-alle. Titlen blev vundet af Sydkorea, som dermed vandt den kontinentale mesterskabstitel for 9. gang, og som vandt alle sine tre kampe i turneringen. Sølvmedaljerne blev vundet af værtslandet Kina, mens bronzemedaljerne gik til Japan. 
Turneringen fungerede også som den asiatiske del af kvalifikationen til VM i 2007, og holdene spillede om fire ledige pladser ved VM-slutrunden. De fire ledige VM-pladser gik til Sydkorea, Japan, Thailand og Kasakhstan. Kina var i forvejen kvalificeret til verdensmesterskabet som værtsland.

## Resultater
| Dato | Tid   | Kamp                  | Res.  | Pause   |
| ---- | ----- | --------------------- | ----- | ------- |
| 1.7. | 19:00 | Sydkorea – Kasakhstan | 39–16 | 16–71   |
| 1.7. | 21:00 | Kina – Japan          | 29–27 | 18–15   |
| 3.7. | 19:00 | Sydkorea – Japan      | 31–23 | 19–13   |
| 3.7. | 21:00 | Kina – Kasakhstan     | 34–18 | 17–10   |
| 5.7. | 17:00 | Japan – Kasakhstan    | 41–22 | 120–120 |
| 5.7. | 19:00 | Sydkorea – Kina       | 27–26 | 14–12   |

| Plac.  | Hold       | Kampe | Mål     | Point |
| ------ | ---------- | ----- | ------- | ----- |
| Guld   | Sydkorea   | 3     | 97–65   | 6     |
| Sølv   | Kina       | 3     | 89–72   | 4     |
| Bronze | Japan      | 3     | 091–821 | 2     |
| 4.     | Kasakhstan | 3     | 156–114 | 0     |